# Tambours sur la digue

Tambours sur la digue est un spectacle créé en 1999 par la compagnie du Théâtre du Soleil, mis en scène par Ariane Mnouchkine selon un texte d’Hélène Cixous, sous-titré « sous forme de pièce ancienne pour marionnette jouée par des acteurs ». L’histoire se passe dans une Asie fantasmagorique du Moyen Âge, tandis que de fortes inondations menacent toutes formes de vies environnantes, les guerriers du pays du seigneur Khang se battront face à la perversion des puissants pour tenter de survivre. La tension se focalise sur les digues et ses sentinelles qui doivent alerter le peuple de la catastrophe au son des tambours des guetteurs. À travers ce conte, Ariane Mnouchkine et sa troupe se réapproprient des styles de jeux asiatiques comme le nô et le bunraku, à travers la fable d’Hélène Cixous, pour délivrer un spectacle moraliste faisant écho aux fortes inondations qui secouèrent la Chine en 1998.
Avec plus de trente personnages, ce spectacle demanda un an de préparation, dont neuf mois de répétitions, un travail lourd propre à la troupe d’Ariane Mnouchkine qui voyagea dans différents pays d'Asie pour s’imprégner des styles de jeux étrangers, un travail d’exploration pour l’acteur à travers des formes de théâtre vieilles de trois mille ans,.
Il s’agit ici de la cinquième collaboration entre Ariane Mnouchkine et l’autrice dramatique Hélène Cixous commencé en 1985 avec L'Histoire terrible mais inachevée de Norodom Sihanouk, roi du Cambodge. C’est grâce à ces collaborations qu’Hélène Cixous développera une passion pour l’Asie et ses histoires.
Ariane Mnouchkine remporta grâce à ce spectacle le Molière du metteur en scène, le Molière de la pièce de création française et Guy-Claude François le Molière du décorateur et scénographe.

## Résumé
La pièce s’ouvre sur une vision, le Devin prédit de fortes inondations ravageuses qui emporteront tout sur leurs passages. Sa fille, Duan, décide d’aller aider les sentinelles sur les digues pour diriger les tambours donneurs d’alertes. Le seigneur Khang fait réunir tous ses fidèles pour trouver une solution à cette catastrophe. Pour éviter une trop grosse perte il faudrait faire tomber une des deux digues entourant le village, sacrifiant soit les usines au Nord soit le quartier des arts au Sud. Son neveu, Hun, connu pour sa corruption, lui conseille de détruire la digue Sud sauvant ainsi tous ses commerces, tandis que le Chancelier avisa le seigneur Khang de ne pas faire confiance à Hun, ce dernier ayant déjà déforesté la région pour son bien personnel. Khang chasse le Chancelier après ses mises en garde. Désœuvré, le seigneur ne peut prendre une décision aussi radicale. Son neveu Hun complote secrètement avec le Grand Intendant pour faire tomber la digue Sud sans le consentement du Seigneur.
Dans la campagne, les paysans commencent à s’inquiéter de la situation. Madame Li, une marchande de nouilles ambulante, essaye de soutirer des informations à un Moine envoyé pour conseiller le Seigneur, mais celui-là refuse de lui parler de la situation.
Pendant ce temps, le seigneur Khang toujours obsédé par ce dilemme et sans les conseils de son Chancelier, décide finalement d’abdiquer et de laisser la décision à son neveu Hun.
Sur les digues, Duan devenue capitaine des guetteurs, fait résonner les tambours d’alarmes. Le Chancelier informe Duan qu'il part en voyage vers sa terre natale avec son associé Wang Po. Ce dernier embrasse Duan avant de partir.
Sur le chemin des campagnes, le Chancelier et Wang Po croisent O’mi, une vieille vendeuse de lanternes qui leur conta que, cent ans auparavant, les eaux avaient également menacé le village et pour s’en protéger le cruel seigneur Kiou brisa une digue provoquant la mort de milliers de villageois et le soulèvement des survivants. Le Chancelier, pris de doute, rebrousse chemin pour ne pas laisser le seigneur Khang seul face à l’influence de Hun, tandis que son acolyte Wang Po continue sa route pour retrouver son père.
Durant ce temps, l’Architecte, pris de remords d'avoir mal façonné la digue, veut se donner la mort. Sa femme réussi à l’en dissuader et à le faire tout avouer au seigneur Khang pour sauver la ville. Mais avant qu’il ait eu le temps de tout accomplir, le Grand Intendant le tue pour qu’il ne saccage pas son plan. La Femme de l’Architecte ayant compris le meurtre de son mari, tue le Grand Intendant qui dans son dernier souffle la tue également. Le Chancelier trouve pareillement la mort de la main de He Tao, un serviteur de Hun, alors que Tshumi, le poète, le dissuadait de lui faire confiance.
Pour éviter un soulèvement populaire, les portes de la ville sont désormais fermées empêchant Wang Po, de nouveau avec sa famille, d’y retourner. Des gardes malintentionnés tuent le père et le petit frère de Wang Po, ceux-ci ayant surpris une discussion délicate au sujet du plan de Hun. Cet événement déclenche la colère de Wang Po qui les tue sauvagement. Il décide de mener la résistance face à Hun pour sauver les paysans.
L’armée de Wang Po arrive à terrasser celle de Hun, provoquant la mort de Tshumi, He Tao et Hun tué par Wang Po. Duan et Wang Po se retrouvent et partagent des moments intimes. Le Moine leur annonce que la digue Nord a cédé. Un nouveau dilemme apparaît : Wang po, se sentant trahi par le seigneur Khang, préfère laisser la ville couler tandis que Duan, soucieuse de la vie des habitants de la ville, souhaite la sauver. Les deux se battent et Wang Po tue Duan.
L’eau, finalement, ravage la ville et ses habitants périssent tous noyés par les inondations. Seul le marionnettiste Bai Ju survivra pour continuer à faire vivre les légendes à travers l'art des marionnettes.

## Le spectacle

### Marionnettes
« Sous forme de pièce ancienne pour marionnettes jouée par des acteurs ». Comme son sous-titre l’indique, Tambours sur la digue est une pièce de marionnettes. Inspiré du bunraku, un art japonais de la marionnette, les acteurs sont eux-mêmes accoutrés en marionnette, ils portent des masques grimés qui donnent un aspect chiffonné aux visages, des habits traditionnels japonais et sont manipulés par d’autres acteurs habillés en noir rappelant les kōken du bunraku qui sont les montreurs de marionnettes visibles du public également vêtus de noir, une couleur désignant l’invisible dans le kabuki. La voix est portée par les acteurs dans la peau de la marionnette.
Ce double jeu qui s’installe entre l’acteur dans la marionnette et celui qui la contrôle brouille les frontières entre le manipulant et le manipulé. « Quoi de plus manifeste donc de plus théâtral qu’une marionnette en train de jouer un personnage ? La marionnette est extériorisation de la marionnette intérieure que nous sommes. » (Hélène Cixous). La marionnette ici est pareille à l'Homme: fragile, contrôlée par une force autre qui la secoue et la divise, elle est la coquille qui dévoile et extériorise l'être intime.
L'acteur doit prendre de la marionnette sa capacité à ne pas fouler le sol mais plutôt à l'effleurer. À l'image de la « surmarionnette » de Craig, l'acteur doit être vide, c'est-à-dire pur, lisible et prêt à se laisser guider par son marionnettiste. La place de la marionnette est ici centrale car c’est elle qui fait théâtre. Elle est l'inanimé qui prendra vie pour le jeu.

### Plateau
Conçu par Guy-Claude François, le plateau tient en son centre une grande surface en bois entourée par plusieurs praticables. Ceux-ci sont séparés par des cours d’eau représentés par des draps bleus flottants et reliés entre eux par des ponts en bois. Le plateau est inspiré du théâtre traditionnel japonais avec, par exemple, les hashigakari c’est-à-dire les ponts reliant le monde des Hommes au monde des dieux, mais également avec les toiles peintes en fond et les coulisses qui se trouvent derrière la pièce, des signes distinctifs du théâtre nô. Le plateau se transforme également pour faire disparaître les praticables et laisser l’eau envahir la scène pour figurer l’inondation. Les lumières et les couleurs de la pièce changent en fonction de l’intrigue, tantôt rouge et éclatante pour accentuer la pression et la violence de la catastrophe et tantôt bleu nuit pour souligner des moments plus doux et paisibles.

### Captation vidéo
Animé par le cinéma depuis ses débuts, la metteuse en scène fit en 2002 un travail de restructuration de la pièce Tambours sur la digue pour l’adapter au support cinématographique. L’œil de la caméra venant indéniablement transposer celui du spectateur de théâtre, Ariane Mnouchkine voulu susciter une autre forme d'émotion via un autre medium, le cinéma.
Ici donc, il ne s’agit pas d’une captation de spectacle comme pour 1789 l’un des premiers grands spectacles de la troupe du Théâtre du soleil qui fut filmé les soirs de représentation, mais plutôt de retravailler l’œuvre théâtral pour en faire une œuvre cinématographique à part entière. Les tournages avaient lieu avant ou après les spectacles, au moment où la salle vide laissait à la caméra sa place de spectateur.
Le jeu des marionnettes fut accentué pour laisser au théâtral une place dans le filmé. Pour cela, les acteurs dans les marionnettes au moment du tournage ne dicteront pas leur textes, d’autres comédiens prendront la place d’orateur permettant ainsi de dissocier le mouvement des lèvres à la parole et intensifier la marionnette. Puis, Ariane Mnouchkine filma en aval les acteurs des marionnettes doublant leur propre jeu. Comme pour un doublage de cinéma, les acteurs marionnettes, maintenant vêtus de noir comme les koken du bunraku, placeront leurs voix devant leur mouvement accompagnés de la musique de Jean-Jacques Lemêtre. Ici, c’est le cinéma qui insuffle la vie aux marionnettes.
Ariane Mnouchkine dut trouver des stratégies pour fluidifier le passage de théâtre à cinéma, changeant rigoureusement certains passages du spectacle. Le dispositif théâtral et les changements d’ambiances fonctionnant très bien pendant le spectacle par la limpidité des feuilletages et des tissus tombant le long de la toile de fond durent être transposer au cinéma par le mouvement au sol des étoffes. Ce changement du vertical à l’horizontale ne fit qu’accentuer le théâtre par son rapport au sol fondamentale. Certaines scènes durent être transposées comme par exemple la scène d’amour entre Duan et Wang Po devenant plus réaliste par le prisme de la caméra,.

### Musique
La musique composée et jouée par Jean-Jacques Lemêtre, musicien du Théâtre du soleil depuis 1979, accompagne et dépeint l’action théâtrale. Comme pour le bunraku, la musique est importante car elle accentue les ambiances et accompagne le jeu des marionnettes, mais elle est également jouée en même temps que le déroulement de la pièce par un petit orchestre composé d’instruments extra-européens,.

### Filmographie
- Tambours sur la digue, sous forme de pièce ancienne pour marionnettes jouée par des acteurs, réalisé par Ariane Mnouchkine, DVD Arte Vidéo, 2002

### Discographie
- Jean-Jacques Lemêtre, Tambours sur la digue, sous forme de pièce ancienne pour marionnettes jouée par des acteurs d'Hélène Cixous, Théâtre du Soleil, 2000, CD